# Villalbilla de Gumiel
Villalbilla de Gumiel ist eine Gemeinde (municipio) mit 74 Einwohnern (Stand: 2024) im Zentrum der Provinz Burgos in der Autonomen Gemeinschaft Kastilien und León. Villalbilla de Gumiel liegt in der Comarca und der Weinbauregion Ribera del Duero. 

## Lage und Klima
Villalbilla de Gumiel liegt etwa 75 Kilometer südlich der Provinzhauptstadt Burgos in einer Höhe von ca. 915 m. Das Klima ist gemäßigt bis warm; Regen (ca. 514 mm/Jahr) fällt übers Jahr verteilt.

## Sehenswürdigkeiten
- Jakobuskirche (Iglesia de Santiago Apóstol)
- Einsiedelei der Jungfrau von Pilar (Ermita de Nuestra Señora del Pilar)

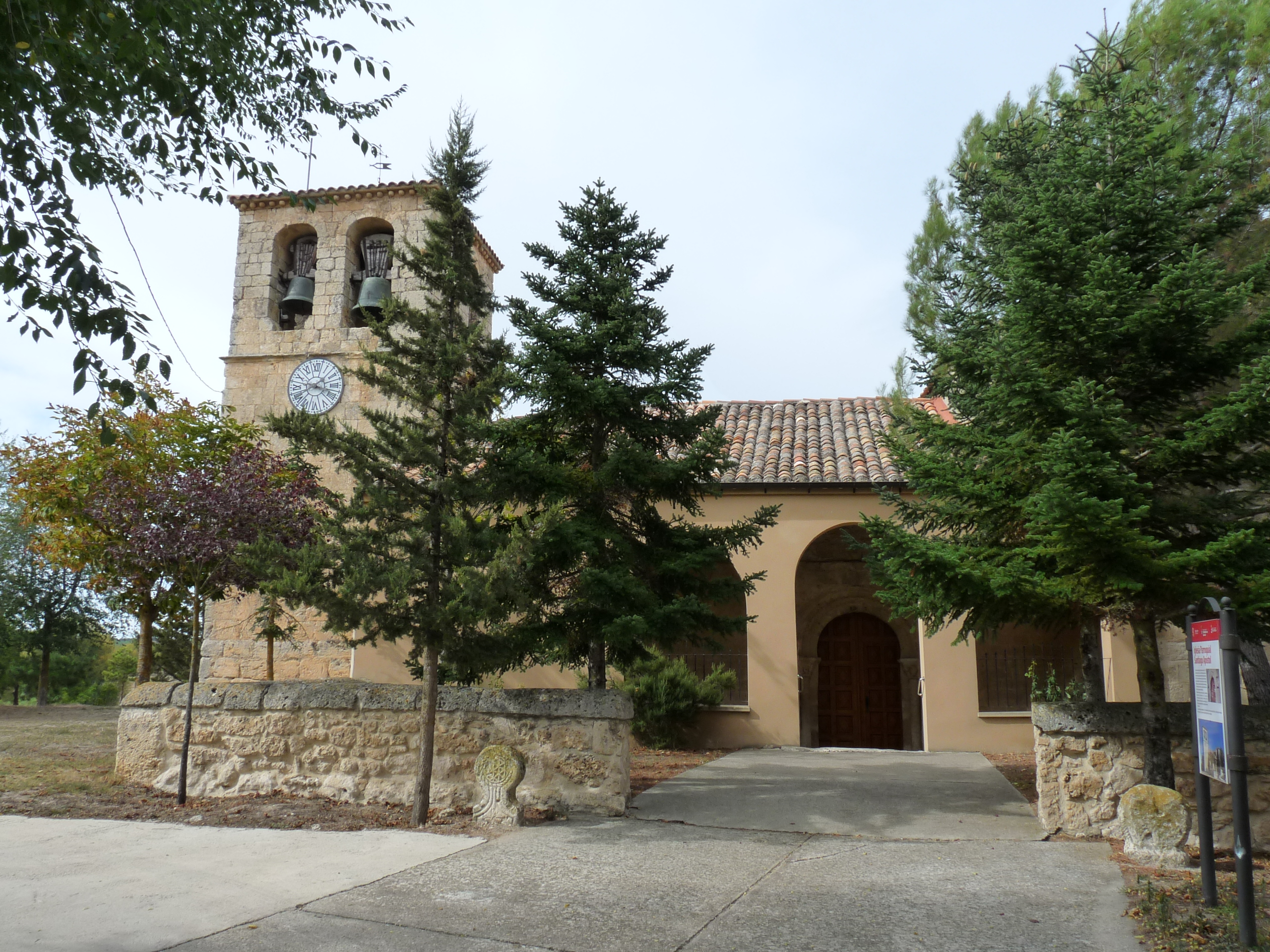
Jakobuskirche
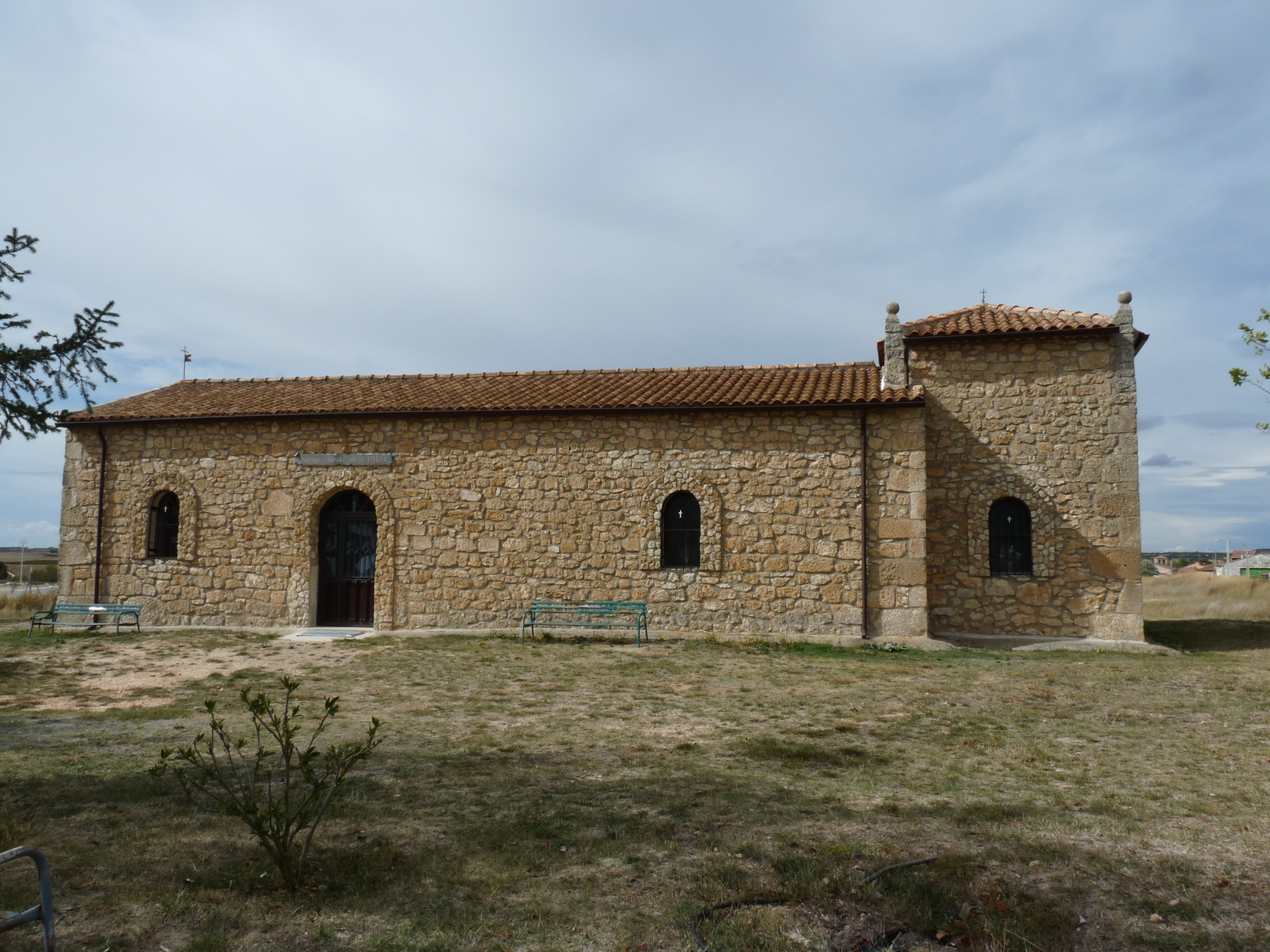
Einsiedelei